# Eleccions municipals catalanes de 1934
Les eleccions municipals del 14 de gener de 1934 van celebrades únicament a Catalunya, ja que la competència d'eleccions locals va ser transferida a la Generalitat de Catalunya amb l'Estatut de 1932. Foren les primeres i úniques de la Segona República, proclamada després dels resultats de les eleccions municipals de 1931. Les següents eleccions municipals lliures no van ser fins al 1979.
A la ciutat de Girona, s'hi van presentar un total de 84 candidats en sis llistes electorals, encara que cap d'ells va ser una dona.

## Sistema electoral
La llei municipal va ser aprovada pel Parlament de Catalunya a l'agost del 1933 i establia que les eleccions municipals s'havien de convocar la primera quinzena de novembre de cada quatre anys. Tot i això, en aquesta ocasió es va ajornar la data de les eleccions per tal que no interferís amb les eleccions generals espanyoles de 1933, que també s'havien de celebrar el mes de novembre.
L'objectiu de l'elecció era escollir tots els regidors dels 1.030 municipis de Catalunya. El nombre de membres del ple de cada municipi estava regulat de la següent manera:
| Població      | Regidors |
| ------------- | -------- |
| <500          | 5        |
| 501–1.000     | 6        |
| 1.001–1.500   | 7        |
| 1.501–2.000   | 8        |
| 2.001–2.500   | 9        |
| 2.501–3.000   | 10       |
| 3.001–5.000   | 12       |
| 5.001–10.000  | 16       |
| 10.001–20.000 | 18       |
| >20.000       | 24       |
| Barcelona     | 40       |

Els partits o coalicions es presentaven en llistes tancades. Cada elector només podia votar a una llista. La llista guanyadora a cada municipi (anomenada majoria) s'emportava el 65% dels escons, arrodonint a l'alça. Per la resta d'escons (anomenada minoria):
- En municipis de menys de 10.000 habitants, el segon partit s'emportava els escons restants.
- En municipis de més de 10.000 habitants, hi havia una barrera legal del 10% dels sufragis (5% a la ciutat de Barcelona). La segona llista més votada s'emportava el 65% dels escons vacants, i així successivament amb el tercer, quart, etc. Si al final del recompte encara haguessin quedat escons sense assignar, se l'hagués endut el partit amb menys vots que hagués superat la barrera legal.

L'elecció dels alcaldes corresponia al ple de l'ajuntament, que realitzava la primera volta a la primera sessió del nou ple. Per a ser escollit alcalde, calia obtenir la majoria absoluta dels vots del ple. Si en una primera volta no s'aconseguia, es procedia a una segona volta o a una tercera si fes falta, cadascuna en una sessió diferent. A la tercera volta, el candidat més votat era proclamat alcalde, amb majoria absoluta o sense.

## Resultats

Guanyadors per municipi

### Resultats globals
| Candidatures | Candidatures                            | Vots    | %    |
| ------------ | --------------------------------------- | ------- | ---- |
|              | Coalicions d'esquerres                  | 311.000 | 31,2 |
|              | Esquerra Republicana de Catalunya (ERC) | 182.000 | 18,3 |
|              | Altres candidatures d'esquerres         | 29.000  | 2,9  |
|              | Esquerres                               | 522.000 | 52,4 |
|              | Lliga Catalana (LC)                     | 244.000 | 24,5 |
|              | Coalicions de dretes                    | 147.000 | 14,8 |
|              | Altres candidatures de dretes           | 21.000  | 2,1  |
|              | Dretes                                  | 412.000 | 41,4 |
|              | Partit Republicà Radical (PRR)          | 31.000  | 3,1  |
|              | Candidatures comunistes                 | 11.000  | 1,1  |
|              | Acció Catalana Republicana (ACR)        | 10.000  | 1,0  |
|              | Altres                                  | 9.000   | 0,9  |
|              | Vots en blanc                           | 1.000   | 0,1  |
| Total        | Total                                   | 996.000 | 100  |

La participació va ser del 59,8%, més baixa que a les eleccions municipals de 1931. Si es compara amb les eleccions generals de dos mesos enrere, es pot considerar estable. Les zones amb menys participació van ser el Pirineu i el Prepirineu de Lleida. En un conjunt global, les eleccions les van guanyar les esquerres amb una diferència de més de 100.000 vots.
A les ciutats més importants, les candidatures d'esquerra van treure resultats més favorables que les de dretes. Tot i això, les dretes van guanyar algunes ciutats com Girona, Vic, Olot o el Vendrell.
Les esquerres van triomfar al Penedès i a la rodalia de Barcelona. El vot a les candidatures de dreta van tenir els punts forts al Solsonès, la Segarra i l'Alt Urgell.

### Resultats a les poblacions importants

Mapa electoral dels guanyadors a cada capital de partit judicial.
ERC
Coalició d'esquerres
Acció Catalana Republicana
Lliga Catalana
Coalició de dretes

Resultats a les poblacions amb més de 10.000 habitants i a les capitals de partit judicial.
Percentatge de vot a cada candidatura
| Municipi                  | Com.          | ERC  | CE   | AE  | ACR  | PRR  | LC   | CD   | AD  |  |
| ------------------------- | ------------- | ---- | ---- | --- | ---- | ---- | ---- | ---- | --- |  |
| Municipi                  | Arenys de Mar |      | 12,0 |     |      | 8,0  | 27,0 | 53,0 |     |  |
| Badalona                  | 3,1           |      | 52,6 |     |      |      |      | 44,3 |     |  |
| Balaguer                  | 10,7          | 45,6 |      |     |      |      | 43,8 |      |     |  |
| Barcelona                 | 1,1           |      | 50,3 | 0,2 |      | 6,5  | 41,3 |      | 0,6 |  |
| Berga                     |               |      | 52,8 |     |      |      |      | 47,2 |     |  |
| Cervera                   |               | 40,6 |      |     |      |      | 59,4 |      |     |  |
| El Vendrell               | 30,5          |      | 30,6 |     |      |      |      | 38,9 |     |  |
| Falset                    |               |      | 33,4 |     |      |      |      | 66,6 |     |  |
| Figueres                  | 1,7           | 60,1 |      | 1,8 |      | 8,5  | 27,5 |      |     |  |
| Gandesa                   |               | 46,2 |      |     |      |      | 53,8 |      |     |  |
| Girona                    | 2,0           | 44,6 |      |     | 4,5  | 2,0  |      | 45,1 | 1,8 |  |
| Granollers                |               | 24,3 |      |     | 35,4 | 26,3 | 14,0 |      |     |  |
| Igualada                  |               |      | 51,6 |     |      | 2,8  |      | 45,6 |     |  |
| La Bisbal d'Empordà       |               | 54,6 |      |     |      |      |      | 45,4 |     |  |
| La Seu d'Urgell           |               | 42,7 |      |     |      |      |      | 57,3 |     |  |
| Les Borges Blanques       | 6,7           | 58,3 |      |     |      |      |      | 35,0 |     |  |
| L'Hospitalet de Llobregat | 0,6           |      | 50,3 | 9,7 |      | 5,3  | 34,1 |      |     |  |
| Lleida                    | 5,1           |      | 55,0 |     |      |      |      | 39,9 |     |  |
| Manresa                   | 0,3           |      | 53,5 |     |      |      |      | 46,1 |     |  |
| Mataró                    |               |      | 53,3 |     |      |      |      | 46,7 |     |  |
| Montblanc                 |               |      | 58,0 |     |      |      | 42,0 |      |     |  |
| Olot                      |               |      | 41,5 |     | 16,3 |      |      | 42,2 |     |  |
| Puigcerdà                 |               |      | 46,3 |     |      |      |      | 53,7 |     |  |
| Reus                      | 1,6           |      | 43,7 |     | 32,0 |      | 22,7 |      |     |  |
| Sabadell                  |               |      | 55,4 | 0,7 |      | 3,9  | 37,0 |      |     |  |
| Sant Feliu de Llobregat   |               | 53,1 |      | 3,2 | 19,5 |      |      | 24,2 |     |  |
| Santa Coloma de Farners   |               | 46,1 |      | 8,1 |      |      | 45,8 |      |     |  |
| Solsona                   |               | 25,4 |      |     |      |      |      | 74,6 |     |  |
| Sort                      |               | 49,1 |      |     |      |      |      | 50,9 |     |  |
| Tarragona                 |               |      | 53,3 | 7,2 |      |      |      | 36,4 |     |  |
| Terrassa                  | 2,3           |      | 52,5 |     |      |      |      | 45,2 | 3,0 |  |
| Tortosa                   |               |      | 59,9 |     |      |      |      | 40,1 |     |  |
| Tremp                     |               | 51,4 |      |     |      |      |      | 48,6 |     |  |
| Valls                     |               |      | 52,3 |     |      |      |      | 47,7 |     |  |
| Vic                       | 1,1           |      | 33,3 |     | 7,1  | 1,1  |      | 57,4 |     |  |
| Vielha                    |               |      | ?    |     |      |      |      | ?    |     |  |
| Vilafranca del Penedès    |               |      | 51,2 |     |      |      |      | 48,8 |     |  |
| Vilanova i la Geltrú      | 4,5           |      | 63,4 |     |      |      | 32,1 |      |     |  |

Regidors electes per afiliació política
Amb fons de color, partit de la majoria (llista guanyadora). En negreta, partit de l'alcalde entrant.
| Municipi                  | Total | BOC           | PSOE | USC | ERC | AE | ACR | PRDF | PRR | LC | CT | AD |  |  |
| ------------------------- | ----- | ------------- | ---- | --- | --- | -- | --- | ---- | --- | -- | -- | -- |  |  |
| Municipi                  | Total | Arenys de Mar | 16   |     |     |    |     |      |     |    | 5  | 11 |  |  |
| Badalona                  | 24    |               |      | 3   | 10  | 2  | 1   |      | 2   | 4  | 2  |    |  |  |
| Balaguer                  | 16    |               |      |     | 11  |    |     |      |     | 5  |    |    |  |  |
| Barcelona                 | 40    |               |      | 3   | 17  | 2  | 4   |      | 4   | 10 |    |    |  |  |
| Berga                     | 16    |               |      |     | 9   | 2  |     |      |     | 5  |    |    |  |  |
| Cervera                   | 12    |               |      |     | 4   |    |     |      |     | 8  |    |    |  |  |
| El Vendrell               | 12    |               |      |     | 2   | 2  |     |      |     |    |    | 8  |  |  |
| Falset                    | 10    |               |      |     |     | 3  |     |      |     |    |    | 7  |  |  |
| Figueres                  | 18    |               |      |     | 12  |    |     |      |     |    |    | 6  |  |  |
| Gandesa                   | 12    |               |      |     | 4   |    |     |      |     | 8  |    |    |  |  |
| Girona                    | 24    |               |      |     | 6   | 1  |     |      |     | 10 | 6  | 1  |  |  |
| Granollers                | 18    |               |      |     | 2   |    | 12  |      | 4   |    |    |    |  |  |
| Igualada                  | 18    |               |      |     | 10  |    | 2   |      |     | 6  |    |    |  |  |
| La Bisbal d'Empordà       | 12    |               |      |     | 8   |    |     |      |     |    |    | 4  |  |  |
| La Seu d'Urgell           | 12    |               |      |     | 4   |    |     |      |     |    |    | 8  |  |  |
| Les Borges Blanques       | 12    |               |      |     | 8   |    |     |      |     |    |    | 4  |  |  |
| L'Hospitalet de Llobregat | 24    |               |      |     | 13  | 2  |     | 1    |     | 8  |    |    |  |  |
| Lleida                    | 24    |               | 1    |     | 12  | 2  | 1   |      | 2   | 3  |    | 3  |  |  |
| Manresa                   | 24    |               |      | 2   | 10  |    | 2   | 2    | 2   | 4  | 2  |    |  |  |
| Mataró                    | 24    |               | 1    | 4   | 9   | 2  |     |      | 1   | 6  | 1  |    |  |  |
| Montblanc                 | 12    | 4             |      |     | 4   |    |     |      |     | 4  |    |    |  |  |
| Olot                      | 18    | 1             |      |     | 3   |    | 2   |      |     | 9  |    | 3  |  |  |
| Puigcerdà                 | 10    |               | 3    |     |     |    |     |      |     | 2  |    | 5  |  |  |
| Reus                      | 24    |               | 6    | 3   | 7   |    | 6   |      |     | 2  |    |    |  |  |
| Sabadell                  | 24    |               |      | 1   | 5   |    |     | 10   |     | 8  |    |    |  |  |
| Sant Feliu de Llobregat   | 16    |               |      |     | 11  |    |     |      |     | 2  | 2  | 1  |  |  |
| Santa Coloma de Farners   | 12    |               |      |     | 8   |    |     |      |     | 4  |    |    |  |  |
| Solsona                   | 12    |               |      |     | 4   |    |     |      |     |    |    | 8  |  |  |
| Sort                      | 6     |               |      |     | 2   |    |     |      |     |    |    | 4  |  |  |
| Tarragona                 | 24    |               | 4    |     | 4   |    | 4   | 4    | 1   | 1  |    | 6  |  |  |
| Terrassa                  | 24    |               |      |     | 12  | 2  |     | 2    | 1   | 3  | 1  | 3  |  |  |
| Tortosa                   | 24    |               | 2    |     | 1   | 12 | 1   |      |     | 3  | 5  |    |  |  |
| Tremp                     | 10    |               |      |     | 7   |    |     |      |     |    |    | 3  |  |  |
| Valls                     | 18    | 1             |      | 3   | 7   | 1  |     |      |     | 3  | 2  | 1  |  |  |
| Vic                       | 18    | 1             |      | 1   | 4   |    |     |      |     | 8  | 4  |    |  |  |
| Vielha                    | 6     |               |      |     | 2   |    |     |      |     |    |    | 4  |  |  |
| Vilafranca del Penedès    | 16    |               |      |     | 6   |    | 1   | 4    | 2   | 1  |    | 2  |  |  |
| Vilanova i la Geltrú      | 18    |               |      | 2   | 6   | 4  |     |      |     | 6  |    |    |  |  |